# Schrödingerekvationen
Schrödingerekvationen är en partiell differentialekvation av central betydelse inom kvantmekaniken. Ekvationen beskriver dynamiken hos ett kvantmekaniskt tillstånd på motsvarande sätt som Newtons andra lag beskriver dynamiken hos mekaniska system inom klassisk fysik. Schrödingerekvationen formulerades i slutet av 1925 av den österrikiske fysikern Erwin Schrödinger mot bakgrund av Louis de Broglies teori om våg-partikeldualitet.
Inom kvantmekaniken beskrivs tillståndet för en partikel, till exempel en elektron, av en vågfunktion. Schrödingerekvationen beskriver partikelns dynamik, det vill säga hur vågfunktionen beter sig över tiden. Flera kvantmekaniska egenskaper och fenomen följer direkt ur Schrödingerekvationen, såsom energikvantisering, superposition och tunneleffekt. I relativistisk kvantmekanik, kvantfältteori, förekommer motsvarande ekvationer, Klein–Gordon-ekvationen och Diracekvationen.

## Ekvationen

### Allmän tidsberoende ekvation
Givet en vågfunktion {\displaystyle \Psi } och en hamiltonoperator {\displaystyle {\hat {H}}}, som i allmänhet beror på både rum och tid (och eventuella andra frihetsgrader såsom spinn), ges Schrödingerekvationen i sin mest allmänna form av
| Tidsberoende Schrödingerekvationen {\displaystyle i\hbar {\frac {\partial }{\partial t}}\Psi ={\hat {H}}\Psi } |
där {\displaystyle i} betecknar imaginära enheten, {\displaystyle \hbar } betecknar Plancks konstant delat med {\displaystyle 2\pi } och {\displaystyle {\frac {\partial }{\partial t}}} betecknar en partiell tidsderivata.

### Tidsoberoende ekvation för stationära tillstånd
I de fall hamiltonoperatorn är tidsoberoende för ett kvantmekaniskt system är energin konserverad för systemet. I dessa fall kan lösningar till Schrödingerekvationen ovan hittas med hjälp av ansatsen {\displaystyle \Psi (\mathbf {r} ,t)=\phi (\mathbf {r} )e^{-iEt/\hbar }}. Från den tidsberoende Schrödingerekvationen följer den tidsoberoende Schrödingerekvationen
| Tidsoberoende Schrödingerekvationen för stationära tillstånd {\displaystyle E\phi (\mathbf {r} )={\hat {H}}\phi (\mathbf {r} )} |
Med andra ord reduceras den tidsberoende Schrödingerekvationen till en tidsoberoende egenvärdesekvation för hamiltonoperatorn med vågfunktionen som egenfunktion och energin som egenvärde. Lösningar på denna form kallas stationära tillstånd eftersom deras sannolikhetstäthet given av {\displaystyle |\Psi (\mathbf {r} ,t)|^{2}=|\phi (\mathbf {r} )e^{-iEt/\hbar }|^{2}=|\phi (\mathbf {r} )|^{2}} är tidsoberoende.
Eftersom den tidsberoende Schrödingerekvationen är linjär är en linjärkombination av flera stationära tillstånd en lösning till Schrödingerekvationen trots att linjärkombinationen själv inte uppfyller den tidsoberoende ekvationen för stationära tillstånd. De stationära tillstånden kan användas som en bas för att beskriva alla lösningar, det vill säga varje lösning till den allmänna Schrödingerekvationen kan skrivas som en linjärkombination av de stationära lösningarna.

### Icke-relativistisk partikel i ett elektriskt fält
För en icke-relativistisk partikel med potentiell energi {\displaystyle V(\mathbf {r} ,t)} i ett elektriskt fält ges Schrödingerekvationen av
| Schrödingerekvationen (icke-relativistisk partikel) {\displaystyle i\hbar {\frac {\partial }{\partial t}}\Psi =\left[-{\frac {\hbar ^{2}}{2m}}\nabla ^{2}+V({\textbf {r}},t)\right]\Psi } |
där {\displaystyle {\hat {H}}=\left[-{\frac {\hbar ^{2}}{2m}}\nabla ^{2}+V({\textbf {r}},t)\right]} är hamiltonoperatorn för partikeln, {\displaystyle m} partikelns massa och {\displaystyle \nabla ^{2}={\frac {\partial ^{2}}{\partial x^{2}}}+{\frac {\partial ^{2}}{\partial y^{2}}}+{\frac {\partial ^{2}}{\partial z^{2}}}} är Laplaceoperatorn. Hamiltonoperatorn kan ses som en summa av den kinetiska energin {\displaystyle -{\frac {\hbar ^{2}}{2m}}\nabla ^{2}\equiv {\frac {{\hat {p}}^{2}}{2m}}} (med rörelsemängdsoperatorn {\displaystyle {\hat {p}}\equiv -i\hbar \nabla }) och den potentiella energin {\displaystyle V({\textbf {r}},t)} för partikeln.

## Egenskaper
Schrödingerekvationen har flera viktiga matematiska egenskaper som hänger samman med fysikaliska fenomen.

### Linjäritet och superposition
Schrödingerekvationens linjäritet innebär att om ett antal vågfunktioner {\displaystyle \Psi _{n}} ({\displaystyle n} är ett index som numrerar de olika vågfunktionerna) uppfyller ekvationen så är även {\displaystyle \Psi =\sum \limits _{n}c_{n}\Psi _{n}} en lösning, där {\displaystyle c_{n}} (i allmänhet) är komplexa koefficienter.
Linjäriteten manifesterar superpositionsprincipen. En kvantmekanisk partikel kan befinna sig i en superposition av flera möjliga kvanttillstånd. Dess vågfunktion är då en linjär kombination av dessa kvanttillstånd.

### Reella egenvärden/energier
Hamiltonoperatorn som används i Schrödingerekvationen måste alltid vara Hermitesk, vilket bland annat garanterar att egenvärdena (energierna) i den tidsoberoende Schrödingerekvationen är reella.

### Lokal konservering av sannolikhetstäthet
Schrödingerekvationen är förenlig med sannolikhetskonservering. Genom att multiplicera Schrödingerekvationen med den komplexkonjugerade vågfunktionen från höger och vågfunktionen till vänster på den komplexkonjugerade Schrödingerekvationen, och subtrahera resultaten, erhålls kontinuitetsekvationen:
{\displaystyle {\frac {\partial }{\partial t}}\rho ({\textbf {r}},t)+\nabla \cdot {\textbf {j}}=0}
där {\displaystyle \rho =|\Psi |^{2}} är sannolikhetstätheten och {\displaystyle {\textbf {j}}={\frac {1}{2m}}(\Psi ^{*}{\hat {\textbf {p}}}\Psi -\Psi {\hat {\textbf {p}}}\Psi ^{*})} är sannolikhetsströmmen.

### Rumsderivatorer och tidsderivator
I motsats till vågekvationen har Schrödingerekvationen endast en förstaderivata med avseende på tiden. Andraderivatan med avseende på rumskoordinater i den tidsoberoende ekvationen innebär att tid och rum inte behandlas på samma sätt i ekvationen. Den är alltså inte förenlig med speciella relativitetsteorin.

## Intuitiv tolkning av ekvationen
Vågfunktionen ({\displaystyle \Psi }) för ett kvantmekaniskt system ger information om sannolikheter för att systemet befinner sig i givna tillstånd; för en enskild partikel kan 'tillståndet'  vara att den befinner sig inom en cirkel med centrum  i origo och vars radie är en centimeter, under 10 minuter. Sannolikheten förändras med tiden och är också beroende av var partikeln befinner sig; matematiskt innebär detta att vågfunktionen är en funktion som beror av tiden (t) och positionen i rummet (x):
{\displaystyle \Psi (t,x)}
Schrödingerekvationen anger hur vågfunktionen förändras med tiden, vilket matematiskt beskrivs med den partiella derivatan av vågfunktionen med avseende på tiden:
{\displaystyle {\frac {\partial \Psi }{\partial t}}.}
Enligt Schrödingerekvationen beror förändringen på  partikelns hastighet och vilka 'hinder' (potentialer) den möter under sin rörelse:
{\displaystyle i\hbar {\frac {\partial \Psi }{\partial t}}=\underbrace {-{\frac {\hbar ^{2}}{2m}}\nabla ^{2}\Psi } _{Hastighet}+\underbrace {V(\mathbf {r} ,t)\Psi } _{Hinder}}
Ett annat sätt att uppfatta Schrödingerekvationen är som en beskrivning av rörelsen hos en partikel som rör sig slumpmässigt (diffunderar) och som stöter på hinder i sin rörelse:
{\displaystyle i\hbar {\frac {\partial \Psi }{\partial t}}=\underbrace {-{\frac {\hbar ^{2}}{2m}}\nabla ^{2}\Psi } _{Diffusion}+\underbrace {V(\mathbf {r} ,t)\Psi } _{Hinder}}
Notera att själva rörelsen hos partikeln inte beskrivs av Schrödingerekvationen – en sådan beskrivning behöver en stokastisk differentialekvation – utan Schrödingerekvationen ger endast information om sannolikheter för att partikeln skall befinna sig på en viss plats vid en viss tidpunkt.
Sannolikheten att partikeln under tio minuter skall röra sig inom cirkeln D, vars centrum är origo och vars radie är en centimeter, ges av  dubbelintegralen
{\displaystyle \int _{t\in [0,10]}\int _{x\in D}\vert \Psi (t,x)\vert ^{2}\,dxdt.}
som kan beräknas om lösningen till Schrödingerekvationen är känd.

## Exempel

### Plan våg
En plan våg kan beskrivas endimensionellt. För en fri partikel (V = 0) är den generella lösningen
{\displaystyle \Psi (x,t)={\frac {1}{\sqrt {2\pi \hbar }}}\int _{-\infty }^{\infty }\phi (p)e^{i\left(p\,x-E(p)\,t\right)/\hbar }dp}
där {\displaystyle \phi } är ett vågpaket, det vill säga en fördelning av rörelsemängder, {\displaystyle p}, och {\displaystyle E(p)=p^{2}/2m} är energin hos en partikel med rörelsemängd {\displaystyle p}.

### Partikel i låda
"Lådan" består av en potential som är oändlig utanför och konstant inuti lådan. Lösningarna är vågor för fria partiklar som uppfyller randvillkoren att vågfunktionen måste vara noll utanför lådan. Detta leder till stående vågor med kvantiserade energinivåer.

## Speciella relativitetsteorin
Att denna ekvation inte är kompatibel med speciella relativitetsteorin inses då differentialekvationen är av första ordningen i tiden, men av andra ordningen i variabeln x. Vidare kan sägas att {\displaystyle \psi (x,t)} är en komplexvärd funktion (se komplexa tal) och att {\displaystyle \left|\psi (x,t)\right|} är stor där partikeln förväntas vara. Max Born postulerade att funktionen {\displaystyle \left|\psi \right|^{2}} motsvarar sannolikheten för att en partikel befinner sig i rumsintervallen {\displaystyle x+dx} och inom tidsintervallen {\displaystyle t+dt.} Detta medför att vi kan förstå normaliseringsfaktorn i lösningen ovan, då följande villkor ställs på lösningarna, eftersom en partikel med nödvändighet måste befinna sig någonstans i rummet.
{\displaystyle \int _{-\infty }^{\infty }\left|\psi (x,t)\right|^{2}dx=1}

## Funktionalanalys
I kvantmekanik är varje system associerat med ett komplext hilbertrum sådant att de möjliga tillstånden i systemet är beskrivet av en linjärkombination av enhetsvektorer i en sådan rymd. Respektive tillståndsvektor kodifierar sannolikheterna för utfallen av alla möjliga mätningar applicerade på system. Eftersom systemets tillstånd generellt förändras över tiden, är tillståndsvektorn en funktion över tiden. Schrödingerekvationen ger en kvantitativ beskrivning av förändringen av tillståndsvektorn.
Med användning av Diracs notation kan vi skriva tillståndsvektorn vid tid t som |ψ(t)〉.
Schrödingerekvationen är då:
{\displaystyle H(t)\left|\psi (t)\right\rangle =i\hbar {\partial  \over \partial t}\left|\psi (t)\right\rangle }

## Formulering utan komplexa tal
Följande tolkning begränsas till fallet då hamiltonoperatorn {\displaystyle {\hat {H}}} är linjär, reell och kommuterar (det vill säga att ordningen kan kastas om) med partiell tidsderivering. Formuleringen gör att man slipper komplexa tal som inte går att mäta, vilket underlättar tolkningen. Först delas vågfunktionen upp i sina reella och imaginära delar {\displaystyle u} och {\displaystyle v}:
{\displaystyle \Psi =\mathrm {Re} \{\Psi \}+i\ \mathrm {Im} \{\Psi \}=u+iv}
Därefter ställs ekvationer upp för var och en av dem genom att använda antagandet att {\displaystyle {\hat {H}}} är linjär och reell:
{\displaystyle i\hbar {\frac {\partial }{\partial t}}\Psi ={\hat {H}}\Psi \qquad \Leftrightarrow \qquad {\begin{cases}-\hbar {\frac {\partial }{\partial t}}v&=&{\hat {H}}u\\\hbar {\frac {\partial }{\partial t}}u&=&{\hat {H}}v\end{cases}}}
Genom att derivera partiellt med avseende på tid i den första ekvationen och applicera hamiltonoperatorn ytterligare en gång i den andra, fås genom att använda antagandet att {\displaystyle {\hat {H}}} kommuterar med tidsderivering att
{\displaystyle {\begin{cases}-\hbar {\frac {\partial ^{2}}{\partial t^{2}}}v&=&{\hat {H}}{\frac {\partial }{\partial t}}u\\\hbar {\hat {H}}{\frac {\partial }{\partial t}}u&=&{\hat {H}}^{2}v\end{cases}}}
Den första ekvationen kan nu skrivas
{\displaystyle -\hbar ^{2}{\frac {\partial ^{2}}{\partial t^{2}}}v={\hat {H}}^{2}v}
Genom att derivera partiellt med avseende på tid i den andra ekvationen och applicera hamiltonoperatorn ytterligare en gång i den första fås på samma sätt även att
{\displaystyle -\hbar ^{2}{\frac {\partial ^{2}}{\partial t^{2}}}u={\hat {H}}^{2}u}
Resultatet är en partiell differentialekvation för ett tvådimensionellt vektorfält 
{\displaystyle \mathbf {\Psi } =\left[{\begin{aligned}\mathrm {Re} \{\Psi \}\\\mathrm {Im} \{\Psi \}\\\end{aligned}}\right]=\left[{\begin{aligned}u\\v\\\end{aligned}}\right]}
med komponenter {\displaystyle u} och {\displaystyle v} där inga komplexa storheter ingår:
{\displaystyle {\hat {H}}^{2}\mathbf {\Psi } +\hbar ^{2}{\frac {\partial ^{2}}{\partial t^{2}}}\mathbf {\Psi } =\mathbf {0} }
För det specifika fallet
{\displaystyle {\hat {H}}=-{\frac {\hbar ^{2}}{2m}}\nabla ^{2}+V({\textbf {r}})}
fås
{\displaystyle {\frac {\hbar ^{4}}{4m^{2}}}\nabla ^{4}\mathbf {\Psi } -{\frac {\hbar ^{2}}{m}}V({\textbf {r}})\nabla ^{2}\mathbf {\Psi } +\hbar ^{2}{\frac {\partial ^{2}}{\partial t^{2}}}\mathbf {\Psi } +\{V^{2}({\textbf {r}})-{\frac {\hbar ^{2}}{2m}}\nabla ^{2}V({\textbf {r}})\}\mathbf {\Psi } =\mathbf {0} }
Notera att potentialen måste vara tidsoberoende för att formuleringen skall gälla, annars kommuterar den inte med partiell tidsderivering.

### Exempel 1
En explicit lösning finns i fallet (användningsområdet diskuteras nedan) då potentialen är noll i det endimensionella fallet:
{\displaystyle {\frac {\partial ^{4}u}{\partial x^{4}}}+{\frac {4m^{2}}{\hbar ^{2}}}{\frac {\partial ^{2}u}{\partial t^{2}}}=0}
Förekomsten av planvågslösningar med vågutbredningsfart {\displaystyle c_{s}}undersöks med ansatsen
{\displaystyle u(x,t)=f(x-c_{s}t),\quad {\frac {\partial ^{2}u}{\partial t^{2}}}=c_{s}^{2}f''(x-c_{s}t),\quad {\frac {\partial ^{4}u}{\partial x^{4}}}=f''''(x-c_{s}t)}
Insättning ger kravet
{\displaystyle f''''(x-c_{s}t)+{\frac {4m^{2}}{\hbar ^{2}}}c_{s}^{2}f''(x-c_{s}t)=0}
Dvs andraderivatan måste uppfylla Helmholtz ekvation med (begränsade) lösningar
{\displaystyle f''(x-c_{s}t)=A\cos\{k(x-c_{s}t)\}+B\sin\{k(x-c_{s}t)\},\quad k={\frac {2mc_{s}}{\hbar }}}
Integration ger (bortsett från konstant och linjär term)
{\displaystyle u(x,t)=-{\frac {A}{k^{2}}}\cos\{k(x-c_{s}t)\}-{\frac {B}{k^{2}}}\sin\{k(x-c_{s}t)\}}
Tillåtna planvågslösningar är därmed harmoniska oscillationer. Sambanden mellan frekvens {\textstyle f\!}, vinkelfrekvens {\textstyle \omega =2\pi f\!}, våglängd {\textstyle \lambda =c_{s}/f} och cirkulärt vågtal {\textstyle k=\omega /c_{s}}för given vågutbredningsfart {\displaystyle c_{s}\!} blir
{\displaystyle \omega ={\frac {2mc_{s}^{2}}{\hbar }},\quad \lambda ={\frac {h}{2mc_{s}}}}
Andra vågformer, såsom superpositioner av harmoniska vågor med olika frekvens, kan därför inte utbredas utan att formen ändras: Vågutbredningsfarten är olika för olika frekvenser. Uttrycket för våglängden skiljer sig med en faktor två mot de Broglie-våglängden men inte mot lösningen som erhålls för den traditionella formuleringen av Schrödingerekvationen. Som en kommentar har den plana vågen oändlig utsträckning och saknar början och slut. Dess beskrivning av en punktpartikel är därmed begränsad. Det plana vågor kan göra är att lokalt och approximativt representera en krökt vågfront. Utstrålning från en rörlig punktmassa skulle bättre kunna beskrivas av en Green-funktion, som behöver anpassas till situationen.

### Exempel 2

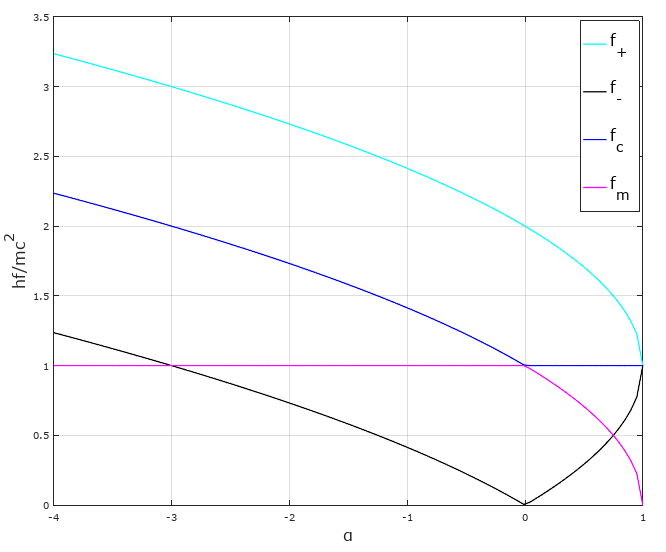
Figuren visar att en av de två frekvenserna och alltid är lika med oberoende av värdet på (så länge).

En explicit lösning finns även i fallet då potentialen är konstant i det endimensionella fallet:
{\displaystyle {\frac {\partial ^{4}u}{\partial x^{4}}}-{\frac {4mV}{\hbar ^{2}}}{\frac {\partial ^{2}u}{\partial x^{2}}}+{\frac {4m^{2}}{\hbar ^{2}}}{\frac {\partial ^{2}u}{\partial t^{2}}}+{\frac {4m^{2}V^{2}}{\hbar ^{4}}}u=0}
Förekomsten av planvågslösningar med vågutbredningsfart {\textstyle c_{s}}undersöks enligt tidigare med ansatsen
{\displaystyle u(x,t)=f(x-c_{s}t)}
Användning av inre derivata och insättning ger kravet
{\displaystyle f''''+{\frac {4mV}{\hbar ^{2}}}{\biggl (}{\frac {mc_{s}^{2}}{V}}-1{\biggr )}f''+{\biggl (}{\frac {2mV}{\hbar ^{2}}}{\biggr )}^{2}f=0}
där primtecknen avser derivering med avseende på parametern {\textstyle \xi =x-c_{s}t}. Testa nu Fouriertransform:{\displaystyle f(\xi )={\frac {1}{2\pi }}\int _{k=-\infty }^{\infty }F(k)e^{ik\xi }dk,\quad f''(\xi )={\frac {1}{2\pi }}\int _{k=-\infty }^{\infty }\{-k^{2}F(k)\}e^{ik\xi }dk,\quad f''''(\xi )={\frac {1}{2\pi }}\int _{k=-\infty }^{\infty }k^{4}F(k)e^{ik\xi }dk}De tillåtna värdena på integrationsvariabeln {\displaystyle k} ges efter insättning av lösningarna till den karaktäristiska ekvationen
{\displaystyle k^{4}-{\frac {4mV}{\hbar ^{2}}}{\biggl (}{\frac {mc_{s}^{2}}{V}}-1{\biggr )}k^{2}+{\biggl (}{\frac {2mV}{\hbar ^{2}}}{\biggr )}^{2}=0}
Genom att införa hjälpvariabeln {\textstyle \kappa }och parametern {\textstyle \alpha }fås efter lite algebra villkoren
{\displaystyle \kappa ^{2}=2-\alpha \pm 2{\begin{cases}{\sqrt {1-\alpha }}&{\text{om }}\alpha \leq 1\\i{\sqrt {\alpha -1}}&{\text{om }}\alpha \geq 1\end{cases}}\quad {\text{där }}\quad \kappa ={\frac {\hbar k}{mc_{s}}}\quad {\text{och }}\quad \alpha ={\frac {V}{mc_{s}^{2}/2}}}
Om studien begränsas till fallet {\textstyle \alpha \leq 1}dvs {\textstyle V\leq mc_{s}^{2}/2}fås efter rotutdragning och teckenstudier att de fyra tillåtna lösningarna ges av
{\displaystyle \kappa =\pm {\sqrt {2-\alpha \pm 2{\sqrt {1-\alpha }}}}}
Insättning ger
{\displaystyle u(x,t)=f(\xi )={\frac {1}{2\pi }}\int _{k=-\infty }^{\infty }\sum _{n=1}^{4}A_{n}\delta (k-k_{n})e^{ik\xi }dk={\frac {1}{2\pi }}\sum _{n=1}^{4}A_{n}e^{ik_{n}\xi }}
Amplituderna {\textstyle A_{n}}bestäms av randvillkor. Ett intressant specialfall fås genom att sätta {\textstyle A_{4}=A_{3}=A_{2}=A_{1}=\pi }: 
{\displaystyle u(x,t)=\cos {\biggl \{}2\pi f_{+}{\biggl (}{\frac {x}{c_{s}}}-t{\biggr )}{\biggr \}}+\cos {\biggl \{}2\pi f_{-}{\biggl (}{\frac {x}{c_{s}}}-t{\biggr )}{\biggr \}}\quad {\text{där }}\quad {\frac {hf_{\pm }}{mc_{s}^{2}}}={\sqrt {2-\alpha \pm 2{\sqrt {1-\alpha }}}}}
Plana vågor med utbredningsfart {\textstyle c_{s}}kan alltså propagera, men de måste då vara harmoniska med frekvensen {\textstyle f_{+}} eller {\textstyle f_{-}}. Notera skillnaden mot fallet då potentialen var noll och endast en frekvens var tillåten för given utbredningsfart! Med hjälp av trigonometriska summationsformeln fås att
{\displaystyle u(x,t)=2\cos {\biggl \{}2\pi f_{c}{\biggl (}{\frac {x}{c_{s}}}-t{\biggr )}{\biggr \}}\cos {\biggl \{}2\pi f_{m}{\biggl (}{\frac {x}{c_{s}}}-t{\biggr )}{\biggr \}}}
där
{\displaystyle f_{c}={\frac {f_{+}+f_{-}}{2}}\quad {\text{och }}\quad f_{m}={\frac {f_{+}-f_{-}}{2}}}
Lösningen beskriver en amplitudmodulering. En av de två frekvenserna alltid är lika med {\textstyle mc_{s}^{2}/h}, oberoende av {\textstyle \alpha }(så länge {\textstyle \alpha \leq 1}), vilket kan betraktas som högst anmärkningsvärt.